# Atari SA
Atari SA (ASA) est une société de portefeuille/holding française de plusieurs entreprises officiant dans des divers domaines comme le jeu vidéo, la chaîne de blocs ou les jeux de casino. Elle résulte de la volonté d'Infogrames d'adopter la marque Atari en 2009 à la suite du rachat de Hasbro Interactive en 2001, propriété de ce dernier. Son siège est situé à Paris. Atari SA possède plusieurs filiales dont Atari Interactive ou Atari Inc. Elle est cotée à la bourse de Paris.
Cette entreprise a connu beaucoup de perturbations jusqu'à être placée en cessation de paiements en janvier 2013 en France. Ses filiales américaines obtiennent la protection du chapitre 11 de la loi sur les faillites des États-Unis. En décembre 2013, Atari SA et ses filiales sont sorties de la banqueroute et mènent une campagne de redressement.

## Histoire

### Transition vers Atari SA
En 2001, Infogrames Entertainment acquiert Hasbro Interactive et devient propriétaire de la marque Atari. À partir de 2003, Infogrames Entertainment adopte le nom de cette marque pour l'ensemble de ses opérations commerciales et de ses activités tout en gardant sa dénomination sociale. En mai 2009, Infogrames Entertainment, société mère du Groupe Atari, annonce qu'elle va adopter le nom Atari afin « de bénéficier de la notoriété de la marque à travers le monde ».

### Restructuration, puis cessation de paiement
En 2010, une opération de rachat de la dette est interrompue entre Atari et BlueBay Value Recovery (Master) Fund Limited et BlueBay Multi-Strategy (Master) Fund Limited, sur décision de ces dernières. En 2012, Atari et BlueBay Value Recovery (Master) Fund Limited et BlueBay Multi-Strategy (Master) Fund Limited trouvent un accord au sujet de la restructuration de la dette.
Le 21 janvier 2013, les filiales américaines (Atari Inc., Atari Interactive Inc., Humongous Inc. et California US Holdings) obtiennent la protection du chapitre 11 de la loi sur les faillites des États-Unis, suivies par la maison mère française Atari SA, placée en cessation des paiements dans le cadre de la loi française,.
Le 5 décembre 2013, la cour américaine accepte un plan de remboursement de la dette d'Atari payable à Alden Global Capital, permettant à Atari Inc. d'être relancée. Le 24 décembre 2013, Atari SA reprend le contrôle de ses filiales américaines Atari Inc. et Atari Interactive.
En 2017, Atari lance la production d'une console axée sur le retrogaming, l'Atari VCS, mais celle-ci est régulièrement repoussée et sa sortie est prévue pour 2020.
En février 2018, l'entreprise annonce la création de sa propre future cryptomonnaie appelée « Atari Token ».
En août 2021, le rappeur américain Soulja Boy annonce son acquisition d'Atari, une affirmation immédiatement démentie par l'entreprise.
En mai 2023, Atari annonce l'acquisition de Nightdive Studios, un éditeur de jeu rétrogaming, pour 23 millions de dollars.

## Actionnaires
Liste des principaux actionnaires au 11 décembre 2021 :
| Nom                                  | %       |
| ------------------------------------ | ------- |
| Wade John Rosen                      | 28,9 %  |
| Frédéric Chesnais                    | 3,59 %  |
| Alexandre Zyngier                    | 2,59 %  |
| OCEA Gestion                         | 0,58 %  |
| Lyxor International Asset Management | 0,23 %  |
| Amilton Asset Management             | 0,18 %  |
| Modelim Money Markets                | 0,18 %  |
| La Française Asset Management        | 0,17 %  |
| Atari (autocontrôle boursier)        | 0,093 % |
| ETF Managers Group                   | 0,088 % |